# Stegosaurus
Genre
Espèces de rang inférieur
- Stegosaurus armatus
- Stegosaurus duplex
- Stegosaurus stenops
- Stegosaurus sulcatus
- Stegosaurus ungulatus

Le stégosaure, nom vernaculaire du genre éteint Stegosaurus, désigne des dinosaures herbivores caractérisés par de grandes plaques osseuses alternées en deux rangées sur leur dos, de formes et tailles différantes selon les espèces. Ils ont vécu durant le Jurassique supérieur (Kimméridgien à Tithonien inférieur), il y a environ entre 155 et 145 Ma (millions d'années) sur le continent appelé Laurasie, des États-Unis jusqu'au Portugal et au Maroc actuels. Le plus ancien stégosaure trouvé provient de la région de Boulahfa au Moyen Atlas marocain, en Afrique du Nord.
Ses fossiles ont été principalement trouvés en Amérique du Nord, dans les États du Wyoming, de l'Utah et surtout du Colorado dans la formation géologique de Morrison où trois espèces différentes ont été identifiées : S. stenops, S. ungulatus et S. sulcatus.
Il vivait au côté d'autres herbivores comme l'Apatosaurus, le Diplodocus et le Brachiosaurus et des carnivores comme l'Allosaurus et le Ceratosaurus dont il pouvait, surtout à l'état juvénile, être la proie.
Compte tenu de la position de sa tête, ce dinosaure devait se nourrir de plantes proches du sol. Son poids, sa morphologie osseuse et les extrapolations quant aux potentielles attaches musculaires faisaient probablement de lui un herbivore placide, incapable de courir. Sa principale défense était constituée par les quatre piques osseuses présentes au bout de sa queue, dont la longueur pouvait atteindre le mètre. On s'interroge sur la fonction de la double rangée de plaques osseuses qu'il portait sur le dos : peut-être dissuasive voire défensive, peut-être pour la parade nuptiale comme le fanon gulaire des Anolis actuels, peut-être thermorégulatrice à l'image des voiles telles qu'on pouvait en trouver chez les Dimétrodons. En effet, des vaisseaux sanguins, encore visibles sur les fossiles, irriguaient ces plaques : il est probable qu'elles rougissaient avec l'afflux sanguin et probablement une vasodilatation. Cette stratégie défensive existe aujourd'hui de manière analogue chez certains animaux, dont la couleur de certains organes d'ornement peuvent virer rapidement au rouge vif, dans le but d'éloigner les prédateurs ou d'impressionner une femelle.

## Étymologie
Stegosaurus signifie lézard à toit. Il a été ainsi nommé en 1877 lorsque l'on croyait que les Dinosaures étaient apparentés aux Squamates, par Othniel Charles Marsh qui pensa que les plaques dorsales étaient disposées à l'horizontale, formant comme un toit. Plus tard, divers indices laissèrent supposer que ces plaques pouvaient être implantées à la verticale ou en biais.
Le nom Stegosaurus armatus peut signifier « lézard toité blindé » ou « reptile toité blindé ».
Marsh a également nommé en 1887 Stegosaurus stenops ce qui signifie « lézard toité à face étroite ».
Stegosaurus longispinus qui signifie « lézard toité à longues épines » doit son nom à Charles Whitney Gilmore.

## Description

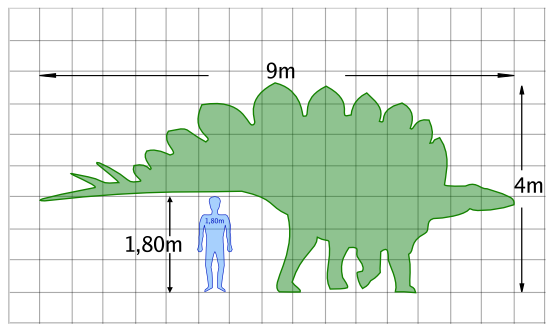
Taille comparée d'un homme et d'un stégosaure.

Le stégosaure pouvait mesurer jusqu'à 9 mètres de long, 4 mètres de haut et peser jusqu'à 3 tonnes. Bien que le stégosaure soit un gros animal, par rapport à la taille moyenne actuelle des espèces terrestres, il est plutôt petit par rapport à ses contemporains les sauropodes géants.
Ses pattes arrière étaient chacune dotées de trois petits orteils, alors que ses pattes antérieures en possédaient cinq ; les deux orteils intérieurs étaient pourvus de sabots griffus. Ses quatre fortes pattes étaient soutenues par des coussinets situés sous les orteils. Les pattes avant de ce quadrupède étaient plus courtes que celles à l'arrière, ce qui lui donnait une posture inhabituelle, facilement reconnaissable. Le stégosaure tenait sa queue bien au-dessus du sol, alors que sa tête était relativement basse (elle ne s'élevait probablement pas à plus de deux mètres du sol). Les deux paires de pointes défensives de l'extrémité de sa queue mesuraient 60 centimètres de long.
Son crâne long et étroit était de petite taille par rapport au reste du corps. Il possédait une petite fenêtre antéorbitaire, c'est-à-dire une large ouverture dans les os de la face du dinosaure, se situant entre l'orbite de l'œil et le nez et qui était commune à la plupart des archosaures, y compris pour les oiseaux actuels et les crocodiles.
Le Stégosaure possédait un bec et de petites dents, triangulaires et plates situées à l'arrière de la gueule ainsi que des abajoues. Cette disposition suggère que l'animal devait couper les plantes et conserver la nourriture dans sa bouche avant d'être mâchée.
Une boîte crânienne bien conservée a permis à Othniel Charles Marsh d'obtenir dans les années 1880 « a cast of the brain cavity » ou endocrâne qui fournit des indications montrant que le cerveau du stégosaure était parmi les plus petits de tous les dinosaures : il avait la taille d’une noix, mais en revanche, son bassin abritait un gros centre nerveux neuronal probablement impliqué dans la coordination motrice (mais qui n'était pas un 2e cerveau comme l'ont jadis pensé certains paléontologues). Le fait que cet animal pesant 4,5 tonnes pouvait avoir un si petit cerveau (à peine 80 grammes) a contribué à alimenter l'idée que les dinosaures étaient lents et stupides : une idée qui à présent est largement rejetée par les scientifiques, mais que Walt Disney a bien illustrée dans la scène des dinosaures de son dessin animé Fantasia (1940).
La plupart des connaissances que l'on a sur le stégosaure viennent des fossiles de spécimens adultes ; cependant des restes de jeunes stégosaures ont aussi été découverts. Un subadulte a été trouvé en 1994 dans le Wyoming : il mesurait 4,6 mètres de long et 2 mètres de haut, et devait peser environ 2,3 tonnes. Ce spécimen est exposé à l'Université du Musée Géologique du Wyoming. De plus petits squelettes mesurant 210 centimètres de long et 80 centimètres de haut sont exposés au Musée de la nature et des sciences de Denver.

## Systématique

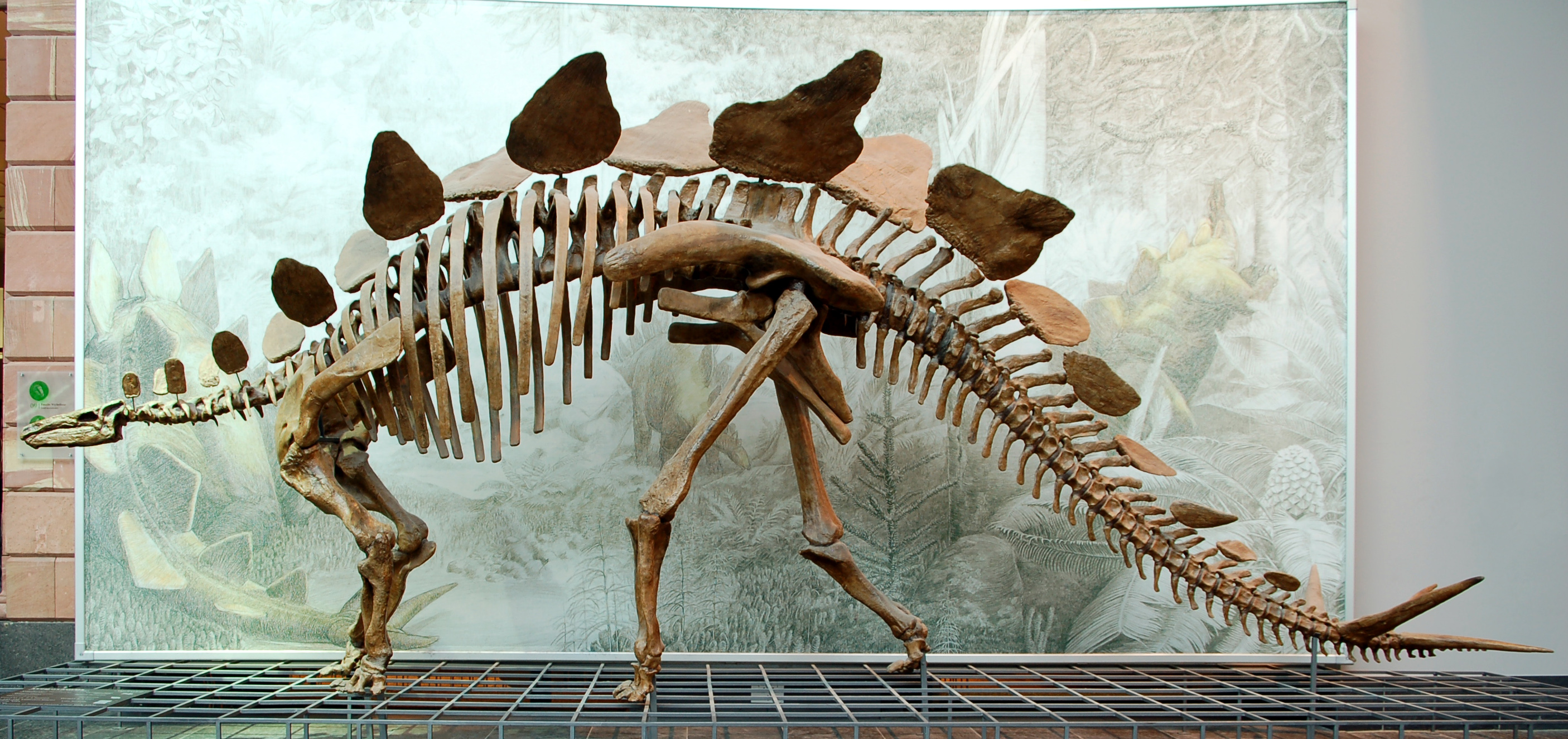
Squelette de stégosaure au Muséum Senckenberg à Francfort.

Stegosaurus était le premier genre de la famille des Stegosauridae, qui est une des deux familles appartenant à l'infra-ordre Stegosauria, la seconde est celle des Huayangosauridae. Les stégosauriens font partie du sous-ordre des Thyreophora, appelés aussi « porteurs de bouclier » et qui inclut également les ankylosauriens. Les stégosaures sont un clade d'animaux similaires dans leur apparence, leur posture et leur forme. Parmi ses plus proches parents, Stegosaurus compte le genre Wuerhosaurus découvert en Chine et le Kentrosaurus découvert dans l'est de l'Afrique.
L'origine du stégosaure reste incertaine, car on ne connaît que très peu de stégosaures de base, tels Hesperosaurus du Kimméridgien trouvé dans la formation de Morrison ou Lexovisaurus du Callovien moyen, découvert dans la formation d'Oxford Clay d'Angleterre, et en France (Le Wast, Boulonnais).
Le genre le plus ancien et le plus proche « taxon-frère » des stégosauridés est Huayangosaurus qui a vécu au Jurassique moyen en Chine, il y a environ 165 millions d'années. Il précède Stegosaurus de 20 millions d'années et il est le seul membre de la famille des Huayangosauridae. Plus ancien encore est le genre Scelidosaurus, qui a vécu au Jurassique inférieur, en Angleterre il y a 190 millions d'années. Il possède des caractéristiques à la fois des stégosaures et des ankylosaures. Emausaurus qui a vécu dans l'actuelle Allemagne était un autre petit quadrupède, alors que Scutellosaurus d'Arizona aux États-Unis était un genre de dinosaures bipèdes encore plus anciens.

### Taxonomie

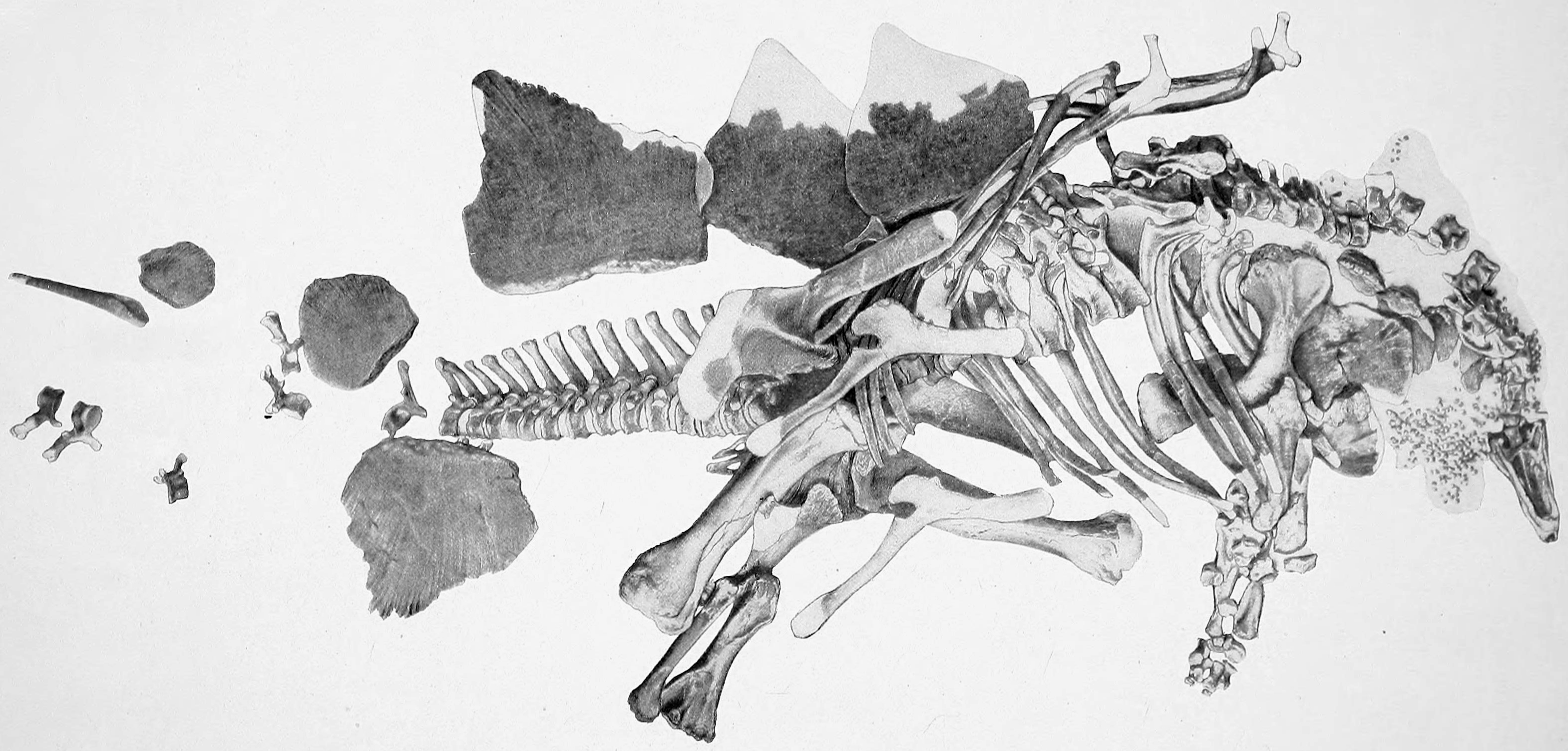
Fossiles du Stegosaurus stenops

Stegosaurus armatus est le premier spécimen découvert, décrit grâce à deux squelettes partiels, deux crânes partiels et une trentaine au moins d'individus fragmentaires . Ces espèces possédaient une queue de quatre piques et des plaques relativement petites.
Stegosaurus stenops a été rassemblé par Marshal Felch au Garden Park, en 1886. C'est le spécimen de Stegosaurus le mieux connu, principalement car ses restes comprennent au moins un squelette articulé complet. Il possédait de larges plaques et une queue avec quatre piques. Il existe environ 50 squelettes partiels de Stegosaurus stenops aussi bien des adultes que des juvéniles, ainsi qu'un crâne complet et quatre partiels. Mesurant 7 mètres, il était plus petit que Stegosaurus armatus.
Dans le Wyoming, un squelette partiel de Stegosaurus longispinus de la formation de Morrison a été découvert. Il possédait de longues piques remarquables sur sa queue, certains pensent que c'est une espèce de Kentrosaurus. Comme Stegosaurus stenops, il mesurait 7 mètres de long.

#### Nomina dubia
En 1879, quelques vertèbres et des plaques du Stegosaurus ungulatus ont été découvertes au Como Bluff, Wyoming. Il est possible que ce spécimen soit en fait un jeune S. armatus, bien qu'il reste beaucoup d'éléments à découvrir sur S. armatus. Le spécimen a été retrouvé au Portugal et a vécu du Kimméridgien supérieur au Tithonien inférieur, c'est-à-dire au Jurassique supérieur.
En 1887, Marsh a décrit Stegosaurus sulcatus, à partir d'un squelette partiel. Il est considéré comme étant un équivalent du S. armatus. Stegosaurus duplex et Stegosaurus seeleyanus (appelé à l'origine Hypsirophus) sont probablement des S. armatus.
En 1881, Marsh décrit Stegosaurus affinis uniquement à partir d'un pubis ; ce spécimen est considéré comme un nomen dubium. Il est possible qu'il s'agisse là aussi d'un S. armatus.
En 1926, Jean Piveteau décrit Stegosaurus madagascariensis de Madagascar grâce à des dents. Ces fossiles ont été tour à tour attribués à un stégosaure, au théropode Majungasaurus, à un hadrosaure et même à un crocodilien.

## Cladogramme
Les analyses cladistiques réalisées en 2009 et 2010, respectivement par O. Mateus et al. et S. Maidment et al. montrent des résultats similaires et aboutissent à un cladogramme simplifié.
|  | Huayangosaurus   |
|  |                  |
|  | Chungkingosaurus |
|  |                  |

|  | Dacentrurus |
|  |             |
|  | Miragaia    |
|  |             |

|  | Stegosaurus armatus                                                       |
|  |                                                                           |
|  | \| \| Stegosaurus homheni \| \| \| \| \| \| Stegosaurus mjosi \| \| \| \| |
|  |                                                                           |
|  | Stegosaurus homheni                                                       |
|  |                                                                           |
|  | Stegosaurus mjosi                                                         |
|  |                                                                           |

|  | Stegosaurus homheni |
|  |                     |
|  | Stegosaurus mjosi   |
|  |                     |

|  | Dacentrurus |
|  |             |
|  | Miragaia    |
|  |             |

|  | Stegosaurus armatus                                                       |
|  |                                                                           |
|  | \| \| Stegosaurus homheni \| \| \| \| \| \| Stegosaurus mjosi \| \| \| \| |
|  |                                                                           |
|  | Stegosaurus homheni                                                       |
|  |                                                                           |
|  | Stegosaurus mjosi                                                         |
|  |                                                                           |

|  | Stegosaurus homheni |
|  |                     |
|  | Stegosaurus mjosi   |
|  |                     |

|  | Dacentrurus |
|  |             |
|  | Miragaia    |
|  |             |

|  | Stegosaurus armatus                                                       |
|  |                                                                           |
|  | \| \| Stegosaurus homheni \| \| \| \| \| \| Stegosaurus mjosi \| \| \| \| |
|  |                                                                           |
|  | Stegosaurus homheni                                                       |
|  |                                                                           |
|  | Stegosaurus mjosi                                                         |
|  |                                                                           |

|  | Stegosaurus homheni |
|  |                     |
|  | Stegosaurus mjosi   |
|  |                     |

|  | Dacentrurus |
|  |             |
|  | Miragaia    |
|  |             |

|  | Stegosaurus armatus                                                       |
|  |                                                                           |
|  | \| \| Stegosaurus homheni \| \| \| \| \| \| Stegosaurus mjosi \| \| \| \| |
|  |                                                                           |
|  | Stegosaurus homheni                                                       |
|  |                                                                           |
|  | Stegosaurus mjosi                                                         |
|  |                                                                           |

|  | Stegosaurus homheni |
|  |                     |
|  | Stegosaurus mjosi   |
|  |                     |

|  | Dacentrurus |
|  |             |
|  | Miragaia    |
|  |             |

|  | Stegosaurus armatus                                                       |
|  |                                                                           |
|  | \| \| Stegosaurus homheni \| \| \| \| \| \| Stegosaurus mjosi \| \| \| \| |
|  |                                                                           |
|  | Stegosaurus homheni                                                       |
|  |                                                                           |
|  | Stegosaurus mjosi                                                         |
|  |                                                                           |

|  | Stegosaurus homheni |
|  |                     |
|  | Stegosaurus mjosi   |
|  |                     |

|  | Dacentrurus |
|  |             |
|  | Miragaia    |
|  |             |

|  | Stegosaurus armatus                                                       |
|  |                                                                           |
|  | \| \| Stegosaurus homheni \| \| \| \| \| \| Stegosaurus mjosi \| \| \| \| |
|  |                                                                           |
|  | Stegosaurus homheni                                                       |
|  |                                                                           |
|  | Stegosaurus mjosi                                                         |
|  |                                                                           |

|  | Stegosaurus homheni |
|  |                     |
|  | Stegosaurus mjosi   |
|  |                     |

|  | Dacentrurus |
|  |             |
|  | Miragaia    |
|  |             |

|  | Stegosaurus armatus                                                       |
|  |                                                                           |
|  | \| \| Stegosaurus homheni \| \| \| \| \| \| Stegosaurus mjosi \| \| \| \| |
|  |                                                                           |
|  | Stegosaurus homheni                                                       |
|  |                                                                           |
|  | Stegosaurus mjosi                                                         |
|  |                                                                           |

|  | Stegosaurus homheni |
|  |                     |
|  | Stegosaurus mjosi   |
|  |                     |

|  | Dacentrurus |
|  |             |
|  | Miragaia    |
|  |             |

|  | Stegosaurus armatus                                                       |
|  |                                                                           |
|  | \| \| Stegosaurus homheni \| \| \| \| \| \| Stegosaurus mjosi \| \| \| \| |
|  |                                                                           |
|  | Stegosaurus homheni                                                       |
|  |                                                                           |
|  | Stegosaurus mjosi                                                         |
|  |                                                                           |

|  | Stegosaurus homheni |
|  |                     |
|  | Stegosaurus mjosi   |
|  |                     |

|  | Dacentrurus |
|  |             |
|  | Miragaia    |
|  |             |

|  | Stegosaurus armatus                                                       |
|  |                                                                           |
|  | \| \| Stegosaurus homheni \| \| \| \| \| \| Stegosaurus mjosi \| \| \| \| |
|  |                                                                           |
|  | Stegosaurus homheni                                                       |
|  |                                                                           |
|  | Stegosaurus mjosi                                                         |
|  |                                                                           |

|  | Stegosaurus homheni |
|  |                     |
|  | Stegosaurus mjosi   |
|  |                     |

|  | Dacentrurus |
|  |             |
|  | Miragaia    |
|  |             |

|  | Stegosaurus armatus                                                       |
|  |                                                                           |
|  | \| \| Stegosaurus homheni \| \| \| \| \| \| Stegosaurus mjosi \| \| \| \| |
|  |                                                                           |
|  | Stegosaurus homheni                                                       |
|  |                                                                           |
|  | Stegosaurus mjosi                                                         |
|  |                                                                           |

|  | Stegosaurus homheni |
|  |                     |
|  | Stegosaurus mjosi   |
|  |                     |

|  | Dacentrurus |
|  |             |
|  | Miragaia    |
|  |             |

|  | Stegosaurus armatus                                                       |
|  |                                                                           |
|  | \| \| Stegosaurus homheni \| \| \| \| \| \| Stegosaurus mjosi \| \| \| \| |
|  |                                                                           |
|  | Stegosaurus homheni                                                       |
|  |                                                                           |
|  | Stegosaurus mjosi                                                         |
|  |                                                                           |

|  | Stegosaurus homheni |
|  |                     |
|  | Stegosaurus mjosi   |
|  |                     |

|  | Dacentrurus |
|  |             |
|  | Miragaia    |
|  |             |

|  | Stegosaurus armatus                                                       |
|  |                                                                           |
|  | \| \| Stegosaurus homheni \| \| \| \| \| \| Stegosaurus mjosi \| \| \| \| |
|  |                                                                           |
|  | Stegosaurus homheni                                                       |
|  |                                                                           |
|  | Stegosaurus mjosi                                                         |
|  |                                                                           |

|  | Stegosaurus homheni |
|  |                     |
|  | Stegosaurus mjosi   |
|  |                     |

|  | Dacentrurus |
|  |             |
|  | Miragaia    |
|  |             |

|  | Stegosaurus armatus                                                       |
|  |                                                                           |
|  | \| \| Stegosaurus homheni \| \| \| \| \| \| Stegosaurus mjosi \| \| \| \| |
|  |                                                                           |
|  | Stegosaurus homheni                                                       |
|  |                                                                           |
|  | Stegosaurus mjosi                                                         |
|  |                                                                           |

|  | Stegosaurus homheni |
|  |                     |
|  | Stegosaurus mjosi   |
|  |                     |

|  | Dacentrurus |
|  |             |
|  | Miragaia    |
|  |             |

|  | Stegosaurus armatus                                                       |
|  |                                                                           |
|  | \| \| Stegosaurus homheni \| \| \| \| \| \| Stegosaurus mjosi \| \| \| \| |
|  |                                                                           |
|  | Stegosaurus homheni                                                       |
|  |                                                                           |
|  | Stegosaurus mjosi                                                         |
|  |                                                                           |

|  | Stegosaurus homheni |
|  |                     |
|  | Stegosaurus mjosi   |
|  |                     |

|  | Dacentrurus |
|  |             |
|  | Miragaia    |
|  |             |

|  | Stegosaurus armatus                                                       |
|  |                                                                           |
|  | \| \| Stegosaurus homheni \| \| \| \| \| \| Stegosaurus mjosi \| \| \| \| |
|  |                                                                           |
|  | Stegosaurus homheni                                                       |
|  |                                                                           |
|  | Stegosaurus mjosi                                                         |
|  |                                                                           |

|  | Stegosaurus homheni |
|  |                     |
|  | Stegosaurus mjosi   |
|  |                     |

|  | Dacentrurus |
|  |             |
|  | Miragaia    |
|  |             |

|  | Stegosaurus armatus                                                       |
|  |                                                                           |
|  | \| \| Stegosaurus homheni \| \| \| \| \| \| Stegosaurus mjosi \| \| \| \| |
|  |                                                                           |
|  | Stegosaurus homheni                                                       |
|  |                                                                           |
|  | Stegosaurus mjosi                                                         |
|  |                                                                           |

|  | Stegosaurus homheni |
|  |                     |
|  | Stegosaurus mjosi   |
|  |                     |

|  | Huayangosaurus   |
|  |                  |
|  | Chungkingosaurus |
|  |                  |

|  | Dacentrurus |
|  |             |
|  | Miragaia    |
|  |             |

|  | Stegosaurus armatus                                                       |
|  |                                                                           |
|  | \| \| Stegosaurus homheni \| \| \| \| \| \| Stegosaurus mjosi \| \| \| \| |
|  |                                                                           |
|  | Stegosaurus homheni                                                       |
|  |                                                                           |
|  | Stegosaurus mjosi                                                         |
|  |                                                                           |

|  | Stegosaurus homheni |
|  |                     |
|  | Stegosaurus mjosi   |
|  |                     |

|  | Dacentrurus |
|  |             |
|  | Miragaia    |
|  |             |

|  | Stegosaurus armatus                                                       |
|  |                                                                           |
|  | \| \| Stegosaurus homheni \| \| \| \| \| \| Stegosaurus mjosi \| \| \| \| |
|  |                                                                           |
|  | Stegosaurus homheni                                                       |
|  |                                                                           |
|  | Stegosaurus mjosi                                                         |
|  |                                                                           |

|  | Stegosaurus homheni |
|  |                     |
|  | Stegosaurus mjosi   |
|  |                     |

|  | Dacentrurus |
|  |             |
|  | Miragaia    |
|  |             |

|  | Stegosaurus armatus                                                       |
|  |                                                                           |
|  | \| \| Stegosaurus homheni \| \| \| \| \| \| Stegosaurus mjosi \| \| \| \| |
|  |                                                                           |
|  | Stegosaurus homheni                                                       |
|  |                                                                           |
|  | Stegosaurus mjosi                                                         |
|  |                                                                           |

|  | Stegosaurus homheni |
|  |                     |
|  | Stegosaurus mjosi   |
|  |                     |

|  | Dacentrurus |
|  |             |
|  | Miragaia    |
|  |             |

|  | Stegosaurus armatus                                                       |
|  |                                                                           |
|  | \| \| Stegosaurus homheni \| \| \| \| \| \| Stegosaurus mjosi \| \| \| \| |
|  |                                                                           |
|  | Stegosaurus homheni                                                       |
|  |                                                                           |
|  | Stegosaurus mjosi                                                         |
|  |                                                                           |

|  | Stegosaurus homheni |
|  |                     |
|  | Stegosaurus mjosi   |
|  |                     |

|  | Dacentrurus |
|  |             |
|  | Miragaia    |
|  |             |

|  | Stegosaurus armatus                                                       |
|  |                                                                           |
|  | \| \| Stegosaurus homheni \| \| \| \| \| \| Stegosaurus mjosi \| \| \| \| |
|  |                                                                           |
|  | Stegosaurus homheni                                                       |
|  |                                                                           |
|  | Stegosaurus mjosi                                                         |
|  |                                                                           |

|  | Stegosaurus homheni |
|  |                     |
|  | Stegosaurus mjosi   |
|  |                     |

|  | Dacentrurus |
|  |             |
|  | Miragaia    |
|  |             |

|  | Stegosaurus armatus                                                       |
|  |                                                                           |
|  | \| \| Stegosaurus homheni \| \| \| \| \| \| Stegosaurus mjosi \| \| \| \| |
|  |                                                                           |
|  | Stegosaurus homheni                                                       |
|  |                                                                           |
|  | Stegosaurus mjosi                                                         |
|  |                                                                           |

|  | Stegosaurus homheni |
|  |                     |
|  | Stegosaurus mjosi   |
|  |                     |

|  | Dacentrurus |
|  |             |
|  | Miragaia    |
|  |             |

|  | Stegosaurus armatus                                                       |
|  |                                                                           |
|  | \| \| Stegosaurus homheni \| \| \| \| \| \| Stegosaurus mjosi \| \| \| \| |
|  |                                                                           |
|  | Stegosaurus homheni                                                       |
|  |                                                                           |
|  | Stegosaurus mjosi                                                         |
|  |                                                                           |

|  | Stegosaurus homheni |
|  |                     |
|  | Stegosaurus mjosi   |
|  |                     |

|  | Dacentrurus |
|  |             |
|  | Miragaia    |
|  |             |

|  | Stegosaurus armatus                                                       |
|  |                                                                           |
|  | \| \| Stegosaurus homheni \| \| \| \| \| \| Stegosaurus mjosi \| \| \| \| |
|  |                                                                           |
|  | Stegosaurus homheni                                                       |
|  |                                                                           |
|  | Stegosaurus mjosi                                                         |
|  |                                                                           |

|  | Stegosaurus homheni |
|  |                     |
|  | Stegosaurus mjosi   |
|  |                     |

|  | Dacentrurus |
|  |             |
|  | Miragaia    |
|  |             |

|  | Stegosaurus armatus                                                       |
|  |                                                                           |
|  | \| \| Stegosaurus homheni \| \| \| \| \| \| Stegosaurus mjosi \| \| \| \| |
|  |                                                                           |
|  | Stegosaurus homheni                                                       |
|  |                                                                           |
|  | Stegosaurus mjosi                                                         |
|  |                                                                           |

|  | Stegosaurus homheni |
|  |                     |
|  | Stegosaurus mjosi   |
|  |                     |

|  | Dacentrurus |
|  |             |
|  | Miragaia    |
|  |             |

|  | Stegosaurus armatus                                                       |
|  |                                                                           |
|  | \| \| Stegosaurus homheni \| \| \| \| \| \| Stegosaurus mjosi \| \| \| \| |
|  |                                                                           |
|  | Stegosaurus homheni                                                       |
|  |                                                                           |
|  | Stegosaurus mjosi                                                         |
|  |                                                                           |

|  | Stegosaurus homheni |
|  |                     |
|  | Stegosaurus mjosi   |
|  |                     |

|  | Dacentrurus |
|  |             |
|  | Miragaia    |
|  |             |

|  | Stegosaurus armatus                                                       |
|  |                                                                           |
|  | \| \| Stegosaurus homheni \| \| \| \| \| \| Stegosaurus mjosi \| \| \| \| |
|  |                                                                           |
|  | Stegosaurus homheni                                                       |
|  |                                                                           |
|  | Stegosaurus mjosi                                                         |
|  |                                                                           |

|  | Stegosaurus homheni |
|  |                     |
|  | Stegosaurus mjosi   |
|  |                     |

|  | Dacentrurus |
|  |             |
|  | Miragaia    |
|  |             |

|  | Stegosaurus armatus                                                       |
|  |                                                                           |
|  | \| \| Stegosaurus homheni \| \| \| \| \| \| Stegosaurus mjosi \| \| \| \| |
|  |                                                                           |
|  | Stegosaurus homheni                                                       |
|  |                                                                           |
|  | Stegosaurus mjosi                                                         |
|  |                                                                           |

|  | Stegosaurus homheni |
|  |                     |
|  | Stegosaurus mjosi   |
|  |                     |

|  | Dacentrurus |
|  |             |
|  | Miragaia    |
|  |             |

|  | Stegosaurus armatus                                                       |
|  |                                                                           |
|  | \| \| Stegosaurus homheni \| \| \| \| \| \| Stegosaurus mjosi \| \| \| \| |
|  |                                                                           |
|  | Stegosaurus homheni                                                       |
|  |                                                                           |
|  | Stegosaurus mjosi                                                         |
|  |                                                                           |

|  | Stegosaurus homheni |
|  |                     |
|  | Stegosaurus mjosi   |
|  |                     |

|  | Dacentrurus |
|  |             |
|  | Miragaia    |
|  |             |

|  | Stegosaurus armatus                                                       |
|  |                                                                           |
|  | \| \| Stegosaurus homheni \| \| \| \| \| \| Stegosaurus mjosi \| \| \| \| |
|  |                                                                           |
|  | Stegosaurus homheni                                                       |
|  |                                                                           |
|  | Stegosaurus mjosi                                                         |
|  |                                                                           |

|  | Stegosaurus homheni |
|  |                     |
|  | Stegosaurus mjosi   |
|  |                     |

|  | Dacentrurus |
|  |             |
|  | Miragaia    |
|  |             |

|  | Stegosaurus armatus                                                       |
|  |                                                                           |
|  | \| \| Stegosaurus homheni \| \| \| \| \| \| Stegosaurus mjosi \| \| \| \| |
|  |                                                                           |
|  | Stegosaurus homheni                                                       |
|  |                                                                           |
|  | Stegosaurus mjosi                                                         |
|  |                                                                           |

|  | Stegosaurus homheni |
|  |                     |
|  | Stegosaurus mjosi   |
|  |                     |

|  | Dacentrurus |
|  |             |
|  | Miragaia    |
|  |             |

|  | Stegosaurus armatus                                                       |
|  |                                                                           |
|  | \| \| Stegosaurus homheni \| \| \| \| \| \| Stegosaurus mjosi \| \| \| \| |
|  |                                                                           |
|  | Stegosaurus homheni                                                       |
|  |                                                                           |
|  | Stegosaurus mjosi                                                         |
|  |                                                                           |

|  | Stegosaurus homheni |
|  |                     |
|  | Stegosaurus mjosi   |
|  |                     |

## Découverte

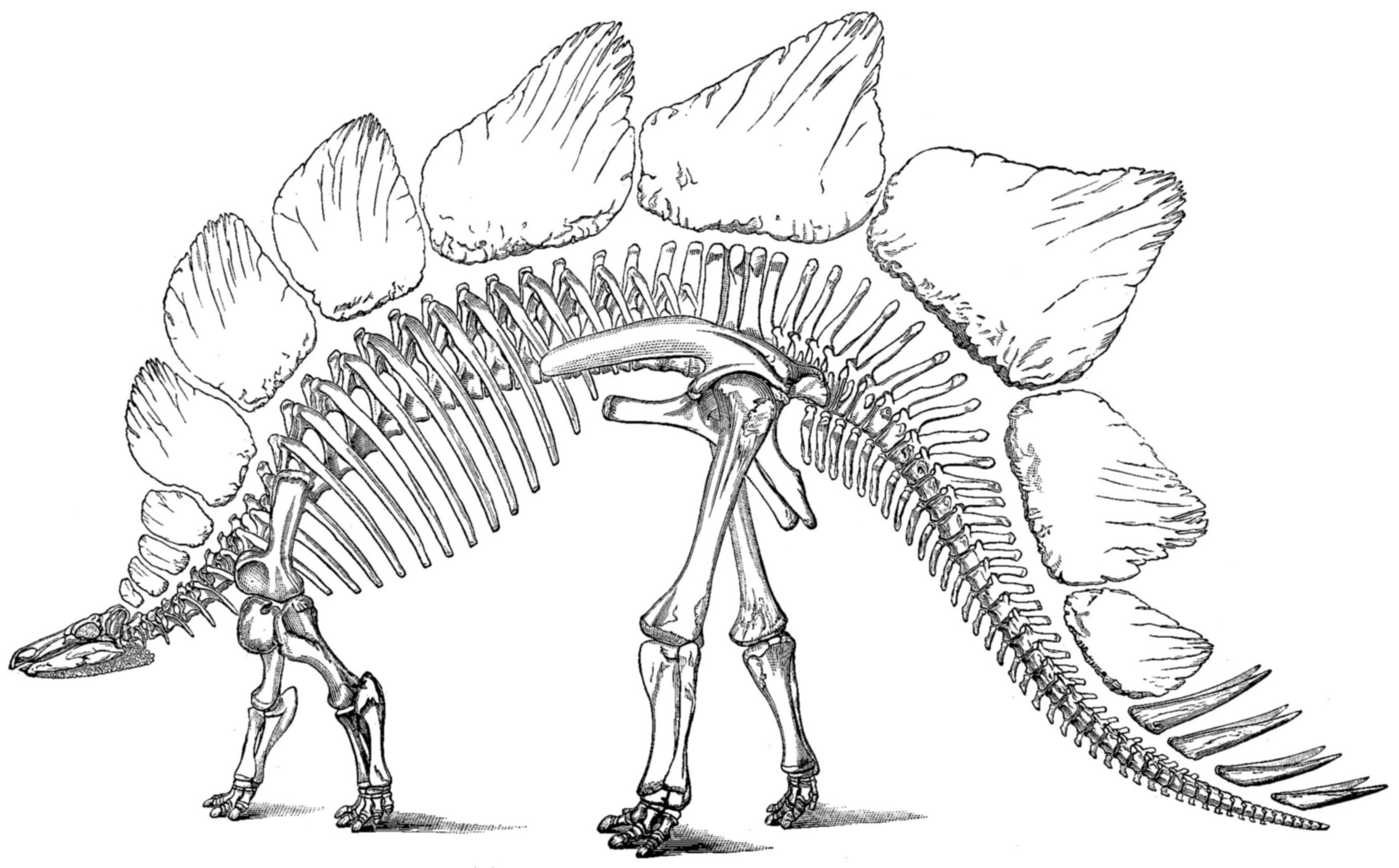
Illustration d'un Stegosaurus réalisée par Marsh (1896). À noter les 12 plaques dorsales et les 8 piques sur la queue ; le Stegosaurus possédait en fait 17 plaques et seulement 4 piques.

Stegosaurus fait partie des nombreux dinosaures découverts et décrits durant la Guerre des os, à partir des restes fossilisés trouvés au nord de Morrison dans le Colorado. Ces premiers ossements sont devenus l'holotype de Stegosaurus armatus. Les autres fossiles de Stegosaurus ont été principalement retrouvés en Amérique du Nord, dans les États du Wyoming, de l’Utah et du Colorado. Cependant en 2006, un spécimen de Stegosaurus a été découvert au Portugal, supposant que ces dinosaures étaient aussi présents en Europe.

## Paléoécologie
Stegosaurus a vécu il y a environ 155 à 150 millions d'années, dans un environnement et une époque dominés par les sauropodes géants comme Diplodocus, Camarasaurus et Apatosaurus. Ces dinosaures ont été retrouvés dans la formation de Morrison, dans une région située dans l'ouest des États-Unis et du Canada. Elle était composée d'argiles, de grès, de siltites et de calcaires.
Globalement, le climat était sec, semblable à la savane, mais sans angiospermes (plantes et arbres à fleurs), la flore était légèrement différente. Les plantes dominantes à cette époque étaient les conifères, ainsi que les ginkgos, cycadophytes, cyatheales et joncacées. La plupart des plantes étaient ripariennes, c'est-à-dire qu'elles poussaient le long des cours d'eau. Les insectes étaient très proches des insectes actuels, avec des termites pouvant construire des nids de 30 mètres. Le long des rivières vivaient des poissons, grenouilles, salamandres, lézards, crocodiles, tortues, ptérosaures, écrevisses, palourdes et des monotrèmes (mammifères protothériens, dont le plus grand pouvait atteindre la taille d'un rat).

## Paléobiologie

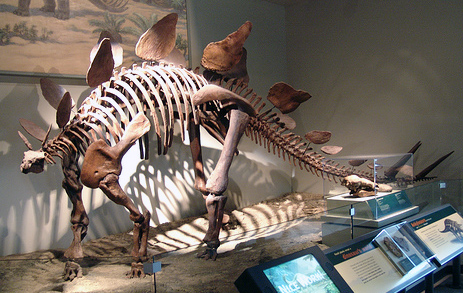
Stegosaurus au musée Field d'histoire naturelle de Chicago.

Stegosaurus était le plus grand des stégosaures, atteignant 12 mètres de long et pouvant peser jusqu'à 4 tonnes. Cependant, la taille la plus courante était entre 7  et   9 mètres. Peu de temps après sa découverte, Marsh pensait que Stegosaurus était un bipède compte tenu de ses courtes pattes antérieures. Il a changé d'avis en 1891 après avoir étudié la lourde charpente de l'animal. Bien qu'il soit clair aujourd'hui que Stegosaurus était un quadrupède, Robert Bakker a suggéré que ce dinosaure pouvait être capable de se tenir sur les pattes arrière, utilisant sa queue comme un troisième pied, il aurait pu ainsi se nourrir de feuillages.

### Un deuxième «cerveau»

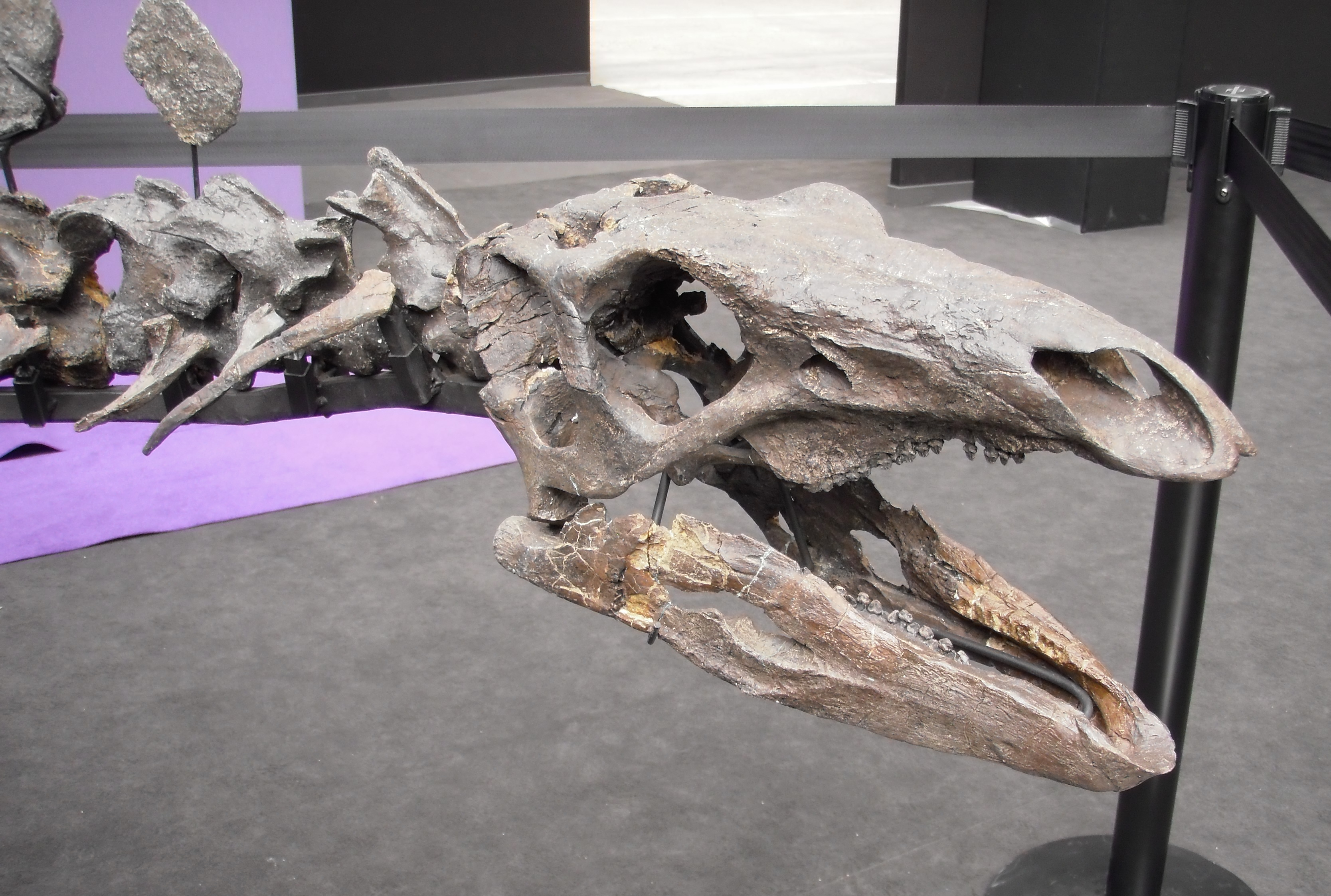
Crâne de Stegosaurus.

Peu de temps après avoir décrit Stegosaurus, Marsh remarqua une cavité proéminente dans la moelle épinière de ses vertèbres iliaques, qui aurait pu contenir une structure 20 fois plus grande que son cerveau. Ce qui a amené à la célèbre idée selon laquelle les dinosaures comme Stegosaurus pouvaient avoir un deuxième cerveau situé dans la partie postérieure de l'animal, contrôlant ainsi les réflexes à l'arrière du corps.
On a supposé également que ce « cerveau » avait pu donner au Stegosaurus un essor temporaire lorsqu'il était menacé par ses prédateurs. Il s'agissait en fait d'un centre nerveux qui lui servait à coordonner ses pattes et sa queue. Plus récemment, on a suggéré que cet espace (présent aussi chez les sauropodes) était l'emplacement de réserves glucidiques du corps (glycogène).

### Plaques osseuses

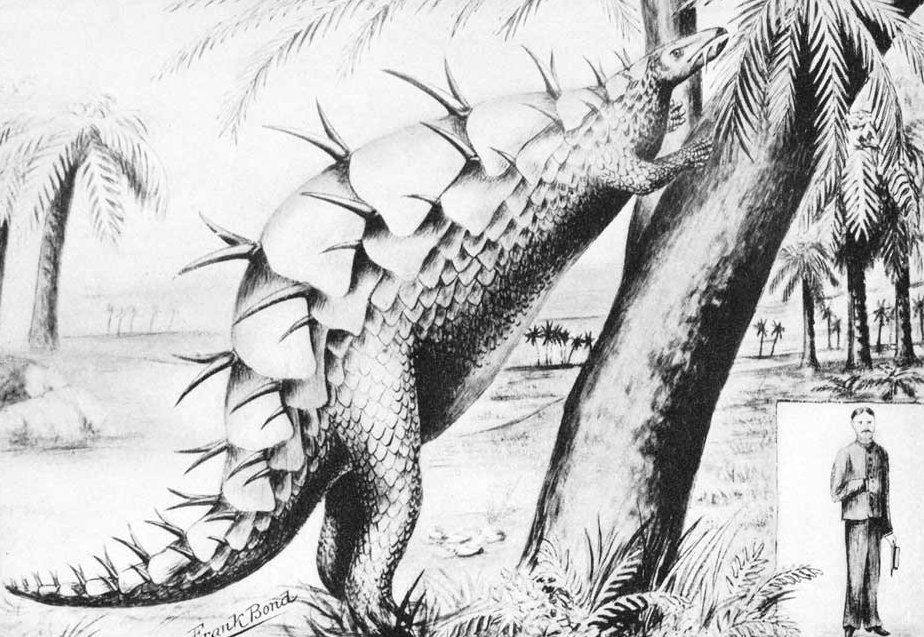
Une des premières reconstitutions de Stegosaurus dont les plaques étaient placées contre le dos avec des piques réparties de façon régulière tout le long du corps.

Stegosaurus est reconnaissable à ses 17 plaques situées sur son dos, elles n'étaient pas rattachées directement au squelette de l'animal, mais elles étaient enfoncées dans sa peau. Par le passé, certains paléontologues et notamment Robert Bakker pensaient que ces plaques étaient mobiles et pouvaient se baisser.
Plusieurs hypothèses ont été proposées pour expliquer la disposition et la fonction de ces plaques. Les paléontologues ont cru que ces plaques servaient d'armure défensive, mais elles étaient beaucoup trop fragiles et mal disposées pour avoir un but défensif.
Les paléontologues ont longtemps pensé que Stegosaurus possédait deux rangées parallèles de plaques, disposées par paires ou décalées et qui servaient à protéger la colonne vertébrale et la moelle épinière de l'animal. Cependant, depuis les années 1970, de nouvelles découvertes et le réexamen de certains spécimens suggèrent que les plaques étaient trop fragiles et placées de façon alternée tout le long de la colonne vertébrale, car chez un même individu elles n'ont pas exactement la même forme ni les mêmes dimensions. De plus elles auraient laissé le flanc de l'animal vulnérables aux attaques.
Plus récemment, des paléontologues ont proposé que ces plaques permettaient à l'animal de contrôler la température de son corps, à la manière de la voile dorsale des Spinosaurus, grands carnivores du Crétacé ou celle des pélycosaures (ou encore les oreilles des éléphants et celles des lièvres). Les plaques possédaient des vaisseaux sanguins circulant dans des rainures, et l'air passant sur ces plaques régulait la température du sang.

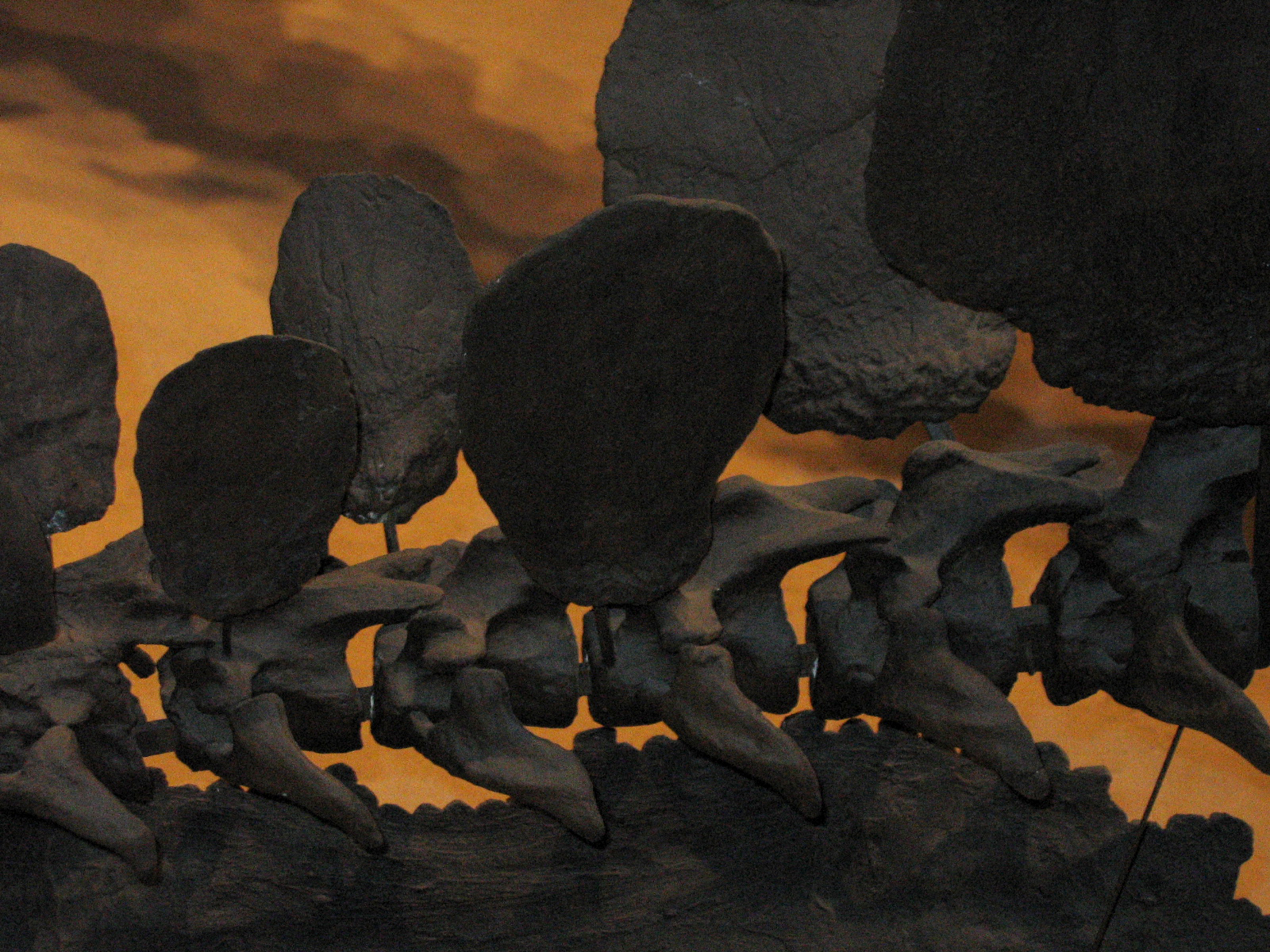
Plaques dorsales de Stegosaurus.

La taille des plaques suggère qu'elles ont permis à l'animal de paraître plus grand, afin soit d'intimider ses ennemis, soit d'impressionner ses rivaux du même sexe. On ne sait pas si les femelles étaient dotées elles aussi de plaques. Une étude, publiée en 2005, soutient l'idée de cette fonction d'identification.[réf. nécessaire]
Un des principaux sujets de livres et d'articles à propos de Stegosaurus est la disposition des plaques. Quatre hypothèses ont été avancées :
1. Les plaques étaient couchées le long du dos, formant une sorte d'armure. C'était la première interprétation de Marsh, ce qui a valu à l'animal le nom de lézard cuirassé. Comme d'autres plaques ont été découvertes, il a été démontré par la suite qu'elles étaient disposées à la verticale et non à l'horizontale ;
2. En 1891, Marsh a publié une autre hypothèse, selon laquelle les plaques de Stegosaurus seraient disposées en une seule rangée. Cette proposition a été rapidement abandonnée ;
3. Les plaques étaient disposées en paires sur deux colonnes, chacune étant le reflet de l'autre.
4. Depuis les années 1970, le réexamen de certains spécimens a permis d'apporter une nouvelle hypothèse, selon laquelle les plaques étaient alignées en quinconce sur deux lignes, tout le long de la colonne vertébrale. De plus, on a découvert que chez un même individu les plaques n'avaient ni la même forme, ni la même taille[16].

### Queue à pointes («Thagomizer»)

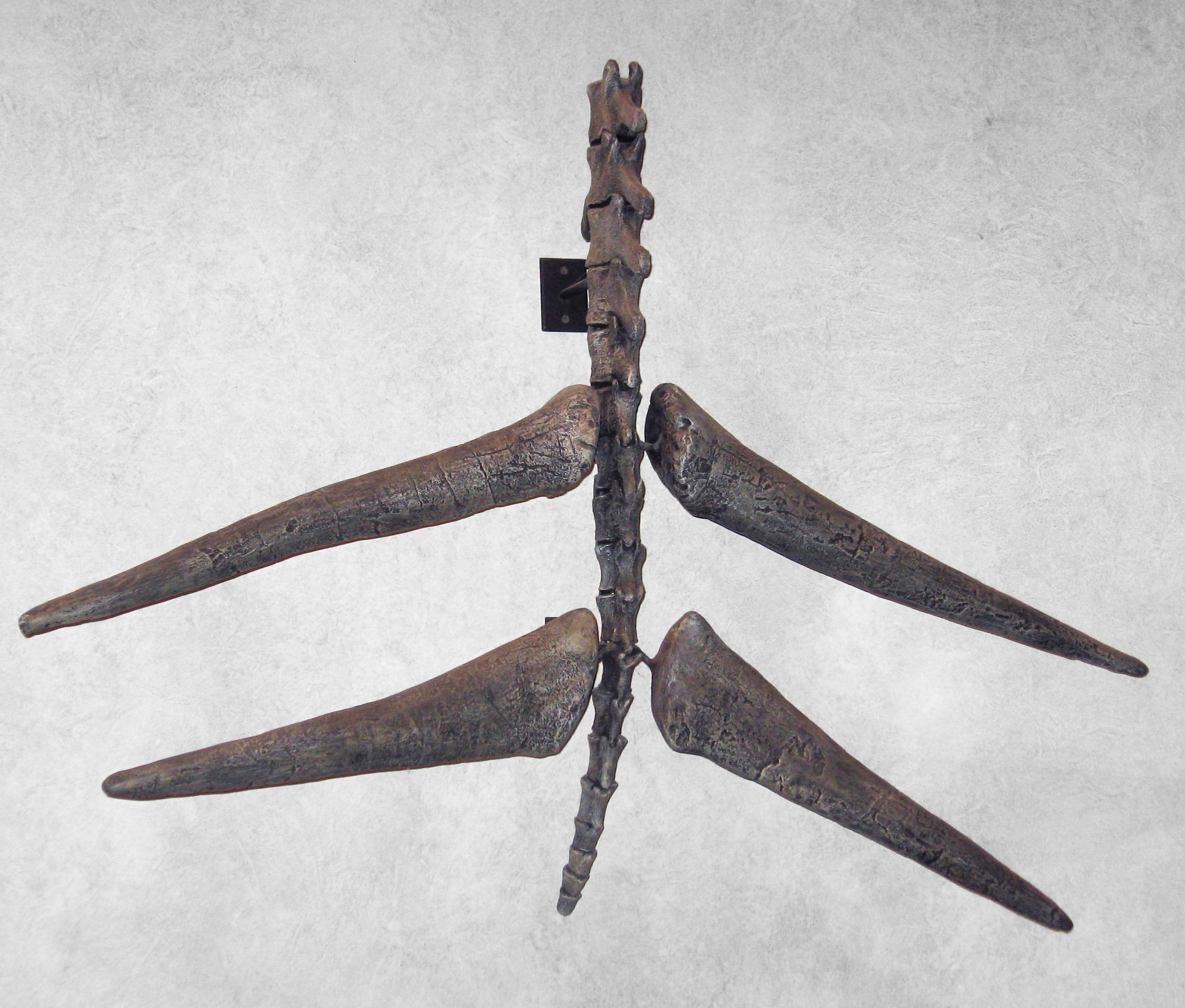
Queue du Stegosaurus

Le « thagomizer » est une queue dotée de quatre à dix pointes, une particularité que l'on retrouve chez les stégosaures. Le terme a été inventé en 1982 par Gary Larson, dans une bande dessinée intitulée The Far Side où des hommes des cavernes sont réunis à une conférence, dans laquelle un professeur leur enseigne que les piques sont réputés pour « the late Thag Simmons » (le défunt Thag Simmons). Ce mot a été repris par Kenneth Carpenter, un paléontologue du Musée de la Nature et de la Science de Denver qui a utilisé ce terme pour décrire un fossile, à la Society of Vertebrate Paleontology, en 1993.
Plusieurs hypothèses ont été proposées pour expliquer la fonction de cette queue. Robert Bakker pensait que la queue de Stegosaurus lui servait d'arme, car le paléontologue américain a remarqué que la queue semblait être beaucoup plus flexible que celle des autres dinosaures, comme s'il lui manquait des tendons. Il a également noté que Stegosaurus pouvait manœuvrer facilement l'arrière de son corps en bloquant ses pattes postérieures et en poussant avec ses puissants muscles de ses petites pattes avant, lui permettant ainsi de pivoter facilement pour contrer l'attaque. Une étude plus récente menée par McWhinney et al. confirme cette hypothèse, car elle montre des marques sur la queue causées par des combats.
Stegosaurus stenops avait quatre pointes, mesurant chacune 60  à   90 centimètres de long. Les découvertes sur le Stegosaurus démontre que chez certaines espèces (bien que probablement chez toutes), les pointes sortaient horizontalement de la queue, et non pas verticalement comme il a été souvent représenté. Au début, Marsh a décrit S. armatus comme étant doté de huit piques sur la queue, contrairement à S. stenops qui en possédait quatre. Cependant, de récentes recherches ont réexaminé cette description et ont conclu que cette espèce avait également quatre pointes.

### Alimentation

Dessin schématique d'une dent de Stegosaurus.

Stegosaurus était herbivore comme les autres dinosaures de sa famille. Cependant, il a adopté une stratégie alimentaire différente des autres ornithischiens. Ces derniers possédaient des dents capables de broyer les plantes et une mâchoire qui effectuait des mouvements circulaires permettant ainsi de mâcher les aliments. Ceci diffère de Stegosaurus (et de tous les stégosaures) qui était doté de dents crénelées mais pas disposées en batterie. Il devait probablement se nourrir de plantes tendres en les avalant sans vraiment les mastiquer, et utiliser des pierres gastriques comme le font les oiseaux et les crocodiles contemporains.
Les paléontologues pensent que Stegosaurus se nourrissait de plantes comme des mousses, des fougères, des prêles, des cycadophytes et des conifères. Il est en revanche impossible que Stegosaurus ait pu brouter l'herbe, puisqu'elle n'est apparue qu'à partir du Crétacé, c'est-à-dire bien après que Stegosaurus s'est éteint.
Les stégosaures ont dû vivre prospères, étant donné le nombre important de spécimens découverts appartenant à ce genre et sa large répartition géographique durant le Jurassique supérieur.

### Comportement
Matthew Mossbrucker et son équipe du Musée d'Histoire naturelle de Morrison dans le Colorado ont découvert 16 empreintes de stégosaures. Certaines de ces traces appartenaient à quatre ou cinq bébés stégosaures, se dirigeant toutes dans la même direction, d'autres étaient celles d'un jeune recouvertes par celles d'un adulte. Ces empreintes suggèrent que les Stegosaurus se déplaçaient en troupeau multiâge, les plus vieux prenant soin des plus jeunes.

## Stegosaurusdans la culture populaire

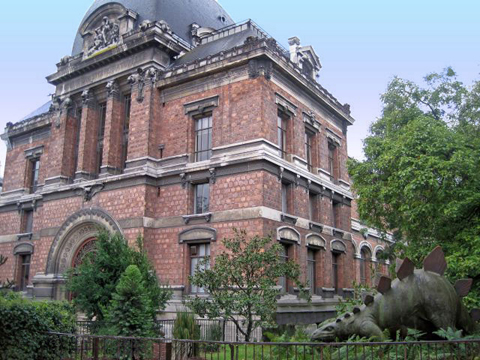
La reconstitution de stégosaure, repère bien connu des Parisiens, devant la Galerie de paléontologie et d'anatomie comparée du Muséum national d'histoire naturelle.

Stegosaurus fait partie des dinosaures les plus reconnaissables. Il est représenté dans des films, des dessins animés, des bandes dessinées, mais aussi des jouets, des sculptures et il a même été déclaré « dinosaure de l'État du Colorado » en 1982.
Dans la serie Heroes Dinoster,le dinosaure du personnage Oz est un stegosaure.

### Littérature
Dans les premiers chapitres du roman Monde Perdu écrit par Arthur Conan Doyle, le croquis d'un Stegosaurus représente un élément important de l'intrigue.
Dans le chapitre 30 du roman Jurassic Park, écrit par Michael Crichton, c'est un stégosaure malade qui est diagnostiqué par Eli Sattler et le vétérinaire du parc, Gerry Harding. Ce dernier sera remplacé par un tricératops dans l'adaptation cinématographique de Steven Spielberg.

### Cinéma et documentaires
Le stégosaure apparaît assez tôt au cinéma. Dès le film muet le Monde perdu, sorti en 1925 et adapté du livre d'Arthur Conan Doyle, on voit des Stegosaurus s'enfuir à la suite de l'éruption d'un volcan. Dans le film King Kong de 1933, un stégosaure est abattu par les explorateurs. Dans le dessin animé Fantasia, produit par Walt Disney Pictures, on voit un Stegosaurus se défendre contre un Tyrannosaurus à l'aide de sa queue à pointes (ce qui est un anachronisme car les deux animaux ne vivaient pas à la même époque) ; l'animal finit toutefois par se faire vaincre. Dans Voyage au début des temps (Cesta do Praveku, 1955), un stégosaure est vu par les quatre protagonistes. Les gens que cette époque a oubliés (The People That Time Forgot, 1977) montre les personnages principaux rencontrant notamment un stégosaure. Dans La Planète des dinosaures (Planet of Dinosaurs, 1977), un stégosaure affrontee un tyrannosaure. Le stégosaure est au centre d'une scène du film Le Monde perdu : Jurassic Park, réalisé par S. Spielberg en 1998. Il apparait, par la suite, dans plusieurs autres films de cette franchise : Jurassic Park 3, Jurassic World et Jurassic World : Fallen Kingdom.
Les documentaires télévisés mettent également en scène des stégosaures. Ils apparaissent dans le deuxième épisode de la série Sur la terre des dinosaures de la chaine BBC, qui innove à l'époque par ses reconstitutions en images de synthèse.
Le stégosaure sert également d'inspiration indirecte pour les films de science-fiction. Pour créer le célèbre monstre japonais Godzilla, les designers de la Toho se sont inspirés du stégosaure pour les plaques dorsales du roi des monstres.
Dans l'univers Marvel; l'un des ennemis de Spider-Man et de Ka-Zar est fortement inspiré de ce dinosaure, il s'agit de Stegron.

### Dessins animés
- Dans la série de dessins animés le Petit Dinosaure, un des personnages principaux et récurrents, « Pointue » (« Spike » en VO), appartient, selon l'auteur, au groupe des stégosaures (bien que son apparence physique de dinosaure juvénile dessiné à la comics, puisse parfois laisser des doutes). D'autres stégosaures, adultes et bien reconnaissables, font leur apparition dans la série.
- Dans l'épisode Jurassic Mask de The Mask, la série animée, Stanley Ipkiss donne vie à trois dinosaures : un tyrannosaure, un diplodocus et un stégosaure rouge.
- Dans la série de dessins animés Les Pierrafeu, le gigot de Stégosaure est le plat préféré de Fred Pierrafeu.
- Dans la série d’animation Gigantosaurus, le personnage de Marsh est un jeune Stégosaure.

### Jeux vidéo
- Le stégosaure apparait dans les jeux de la franchise Jurassic Park comme "Jurassic Park Opération Genesis"(2003) ou encore dans les jeux Android "Jurassic Park Builder" ou "Jurassic World le jeu" où on peut fusionner un stégosaure avec un tricératops pour obtenir un hybride : le stégocératops.
- Le stégosaure apparaît dans le jeu Jurassic World Evolution ; lorsque l'on débloque Isla Sorna, des stégosaures sont déjà sur la carte.
- Le stégosaure apparaît dans le jeu Jurassic World Evolution 2, il est déblocable dès la première mission de la campagne.
- Le stégosaure apparait dans le jeu Ark Survival Evolved avec la possibilité d'apprivoisement.
- Dans My Singing Monsters Dawn of Fire, le « Stogg », qui est l'un des premiers monstres qu'on peut obtenir dans le jeu, est un stégosaure.
- Dans l'extension Dinosaur Digs du jeu vidéo Zoo Tycoon, le Stégosaure est l'un premiers dinosaures déblocables du jeu.

#### Ouvrages
- (en) Carpenter K, The Upper Jurassic Morrison Formation: An Interdisciplinary Study. Part 1. Modern Geol., vol. 22, 1998, 127–144 p., « Armor of Stegosaurus stenops, and the taphonomic history of a new specimen from Garden Park Colorado ».
- (en) Lambert D, The Ultimate Dinosaur Book, Dorling Kindersley, New York, 1993 (ISBN 1-56458-304-X).
- (en) Carpenter K, Miles CA, Cloward K, New Primitive Stegosaur from the Morrison Formation, Wyoming, in Carpenter, Kenneth (ed), 2001, 55–75 p. (ISBN 0-253-33964-2).
- (en) Galton PM, Upchurch P, The Dinosauria (2nd Edition), Weishampel DB, Dodson P, Osmólska H, 2004 (réimpr. University of California Press), 361 p. (ISBN 0-520-24209-2), « Stegosauria ».